# Panko
Panko (パン粉?) è un particolare tipo di pangrattato, preparato utilizzando pane bianco, tipico della cucina giapponese.

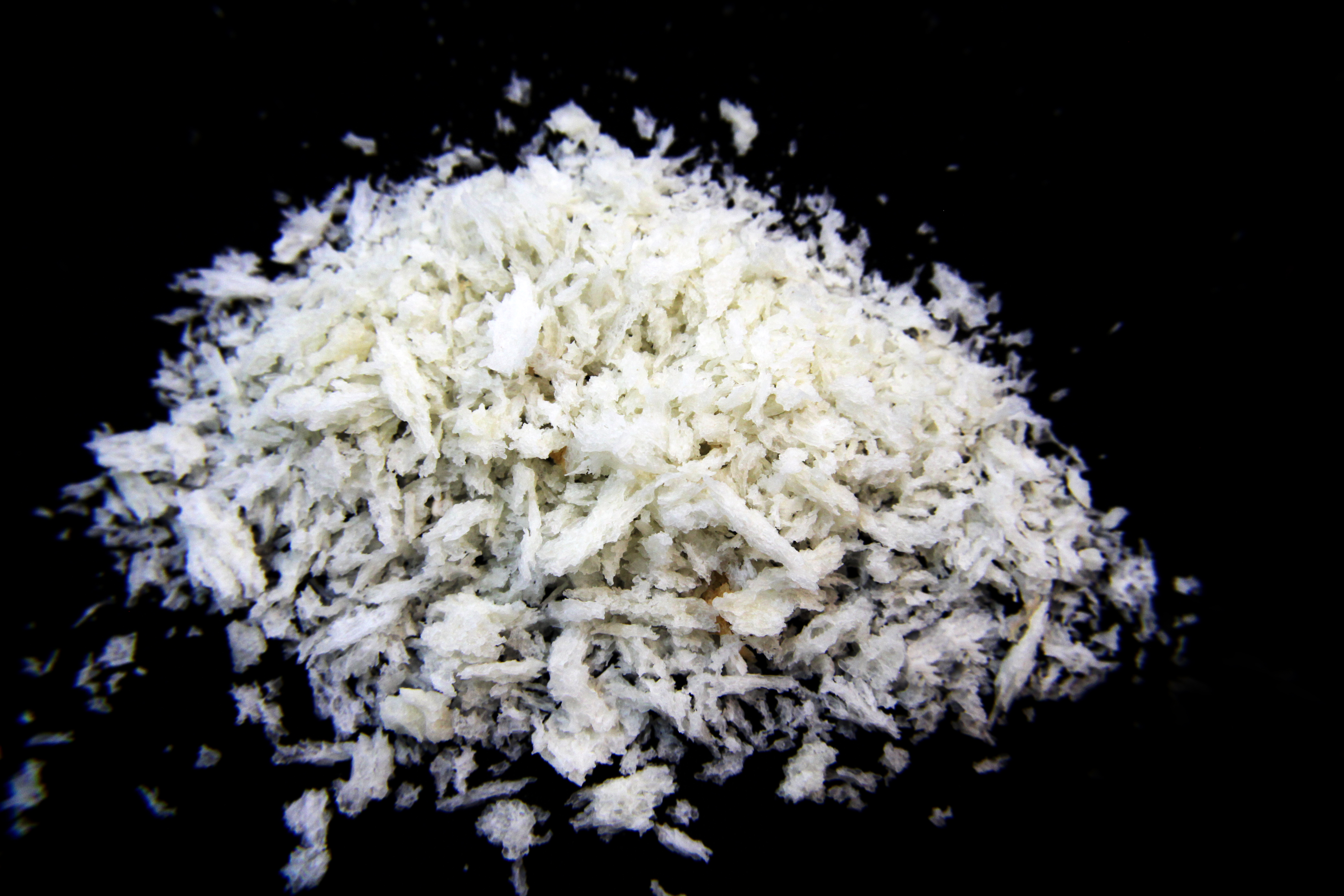
Panko

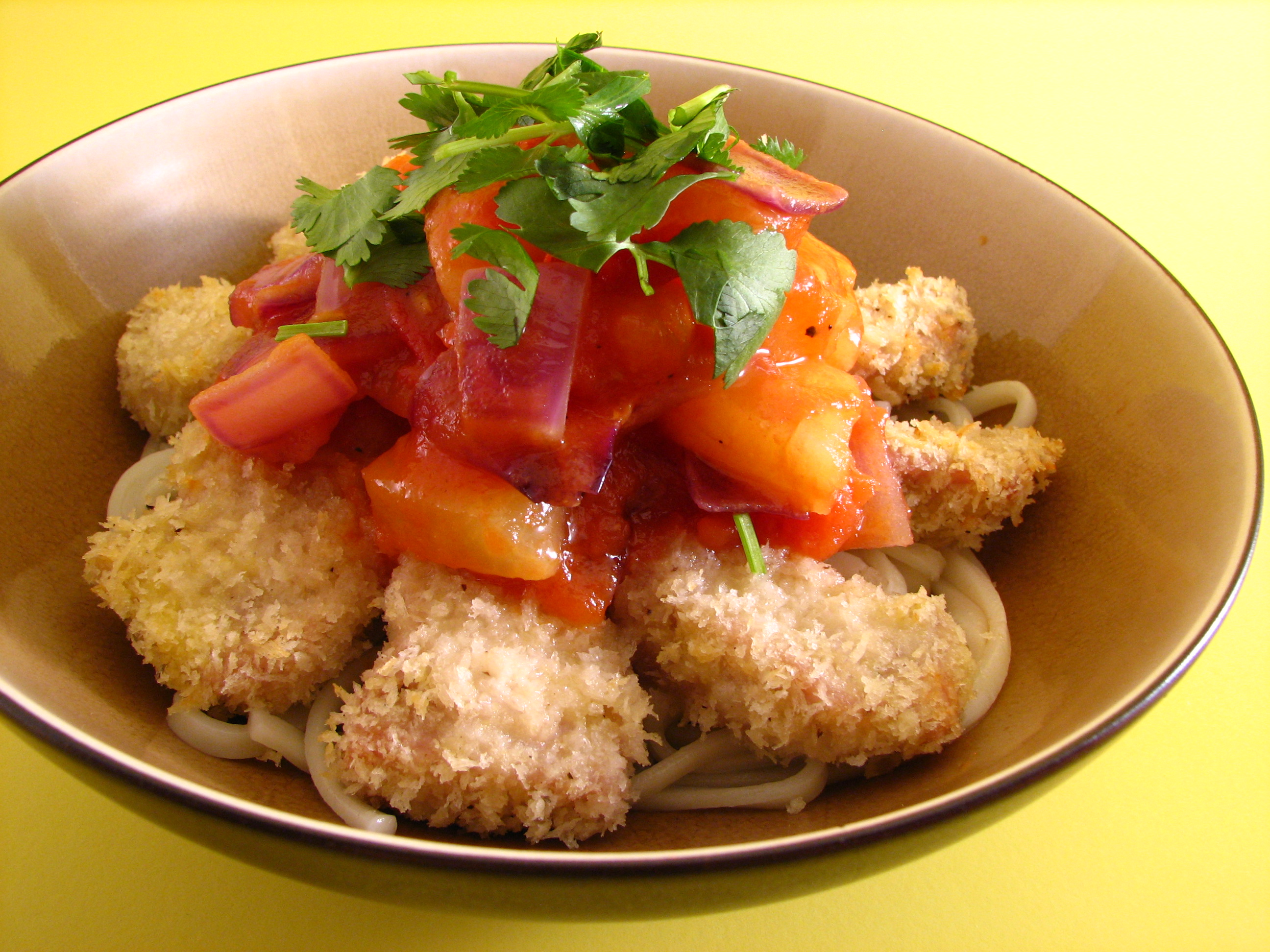
Carne di maiale ricoperta di panko

Viene largamente utilizzato nella preparazione di fritti, grazie alla sua particolare leggerezza e croccantezza, data dal fatto che non frigge, al contrario del pangrattato tradizionale, ma ingloba aria, gonfiandosi, facendo scivolare via i grassi in frittura ed evitando che la verdura, la carne e il pesce si impregnino di olio.